# الدروبية (الرقة)
الدروبية قرية سورية تتبع ناحية مركز الرقة في منطقة مركز الرقة في محافظة الرقة. بلغ عدد سكانها 459 نسمة في عام 2004 حسب إحصاء المكتب المركزي للإحصاء.